# Liste der olympischen Medaillengewinner aus dem Vereinigten Königreich/G–M
Zurück zur Liste der olympischen Medaillengewinner aus dem Vereinigten Königreich
- Medaillengewinner A bis F
- Medaillengewinner N bis Z

Bislang konnten Sportler aus dem Vereinigten Königreich 1015 olympische Medaillen erringen (310 × Gold, 345 × Silber und 360 × Bronze).

## Medaillengewinner

### G
- Jennifer Gadirova – Turnen (0-0-1)
Tokio 2020: Bronze, Teammehrkampf Frauen
- Jessica Gadirova – Turnen (0-0-1)
Tokio 2020: Bronze, Teammehrkampf Frauen
- Mike Gambrill – Radsport (0-0-1)
Melbourne 1956: Bronze, 4000 m Teamverfolgung Männer
- Russell Garcia – Hockey (1-0-0)
Seoul 1988: Gold, Männer
- Jason Gardener – Leichtathletik (1-0-0)
Athen 2004: Gold, 4 × 100 m Männer
- Maureen Gardner – Leichtathletik (0-1-0)
London 1948: Silber, 80 m Hürden Frauen
- Nicholas Gargano – Boxen (0-0-1)
Melbourne 1956: Bronze, Weltergewicht Männer
- Arthur Garton – Rudern (1-0-0)
Stockholm 1912: Gold, Achter Männer
- John Geddes – Radsport (0-0-1)
Melbourne 1956: Bronze, 4000 m Teamverfolgung Männer
- Robert Alan Geldard – Radsport (0-0-1)
London 1948: Bronze, 4000 m Teamverfolgung Männer
- Rowland George – Rudern (1-0-0)
Los Angeles 1932: Gold, Vierer ohne Steuermann
- Thomas George – Rudern (0-1-1)
Tokio 2020: Bronze, Achter Männer
Paris 2024: Silber, Zweier ohne Steuermann
- Gemma Gibbons – Judo (0-1-0)
London 2012: Silber, Halbschwergewicht Frauen
- Rory Gibbs – Rudern (1-0-0)
Paris 2024: Gold, Achter Männer
- Catherine Gibson – Schwimmen (0-0-1)
London 1948: Bronze, 400 m Freistil Frauen
- Chelsie Giles – Judo (0-0-1)
Tokio 2020: Bronze, Halbleichtgewicht Frauen
- Cyril Gill – Leichtathletik (0-0-1)
Amsterdam 1928: Bronze, 4 × 100 m Männer
- James Angus Gillan – Rudern (2-0-0)
London 1908: Gold, Vierer ohne Steuermann
Stockholm 1912: Gold, Achter Männer
- Thomas Gillespie – Rudern (0-1-0)
Stockholm 1912: Silber, Achter Männer
- Nick Gillingham – Schwimmen (0-1-1)
Seoul 1988: Silber, 200 m Brust Männer
Barcelona 1992: Bronze, 200 m Brust Männer
- John Gimson – Segeln (0-1-0)
Tokio 2020: Silber, Nacra 17 Mixed
- Albert Gingell – Ringen (0-0-1)
London 1908: Bronze, Freistil Leichtgewicht Männer
- Albert Gladstone – Rudern (1-0-0)
London 1908: Gold, Achter Männer
- Joe Glanfield – Segeln (0-2-0)
Athen 2004: Silber, 470er Männer
Peking 2008: Silber, 470er Männer
- Thomas Glencoats – Segeln (1-0-0)
London 1908: Gold, 12-Meter-Klasse Männer
- Ernest Glover – Leichtathletik (0-0-1)
Stockholm 1912: Bronze, Querfeldeinlauf Team Männer
- Helen Glover – Rudern (2-1-0)
London 2012: Gold, Zweier ohne Steuerfrau
Rio de Janeiro 2016: Gold, Zweier ohne Steuerfrau
Paris 2024: Silber, Vierer ohne Steuerfrau
- Charles Gmelin – Leichtathletik (0-0-1)
Athen 1896: Bronze, 400 m Männer
- Tommy Godwin – Radsport (0-0-2)
London 1948: Bronze, 1000 m Zeitfahren Männer
London 1948: Bronze, 4000 m Teamverfolgung Männer
- Henry Goldsmith – Rudern (0-0-1)
London 1908: Bronze, Achter Männer
- Donald Gollan – Rudern (0-1-0)
Amsterdam 1928: Silber, Achter Männer
- Nicky Gooch – Shorttrack (0-0-1)
Lillehammer 1994: Bronze, 500 m Männer
- Joanne Goode – Badminton (0-0-1)
Sydney 2000: Bronze, Mixed
- Daniel Goodfellow – Wasserspringen (0-0-1)
Rio de Janeiro 2016: Bronze, 10 m Synchronspringen Männer
- Frederick Goodfellow – Tauziehen (1-0-0)
London 1908: Gold, Männer
- Michael Goodfellow – Curling (0-1-0)
Sotschi 2014: Silber, Männer
- Duncan Goodhew – Schwimmen (1-0-1)
Moskau 1980: Gold, 100 m Brust Männer
Moskau 1980: Bronze, 4 × 100 m Lagen Männer
- Paul Goodison – Segeln (1-0-0)
Peking 2008: Gold, Laser Männer
- Gordon Goodwin – Leichtathletik (0-1-0)
Paris 1924: Silber, 10.000 m Gehen Männer
- Elenor Gordon – Schwimmen (0-0-1)
Helsinki 1952: Bronze, 200 m Brust Frauen
- Mary Gordon-Watson – Reiten (1-0-0)
München 1972: Gold, Vielseitigkeit Team
- Arthur Gore – Tennis (2-0-0)
London 1908: Gold, Doppel Halle Männer
London 1908: Gold, Einzel Halle Männer
- Matthew Gotrel – Rudern (1-0-0)
Rio de Janeiro 2016: Gold, Achter Männer
- Grantley Goulding – Leichtathletik (0-1-0)
Athen 1896: Silber, 110 m Hürden Männer
- Robert Grabarz – Leichtathletik (0-1-0)
London 2012: Silber, Hochsprung Männer
- Frederick Grace – Boxen (1-0-0)
London 1908: Gold, Leichtgewicht Männer
- Tim Graham – Leichtathletik (0-1-0)
Tokio 1964: Silber, 4 × 400 m Männer
- William Graham – Hockey (0-1-0)
London 1908: Silber, Männer
- Katherine Grainger – Rudern (1-4-0)
Sydney 2000: Silber, Doppelvierer Frauen
Athen 2004: Silber, Zweier ohne Steuerfrau
Peking 2008: Silber, Doppelvierer Frauen
London 2012: Gold, Doppelzweier Frauen
Rio de Janeiro 2016: Silber, Doppelzweier Frauen
- Imogen Grant – Rudern (1-0-0)
Paris 2024: Gold, Leichtgewichts-Doppelzweier Frauen
- Lauren Gray – Curling (0-0-1)
Sotschi 2014: Bronze, Frauen
- Charles Green – Bob (0-0-1)
Garmisch-Partenkirchen 1936: Bronze, Viererbob Männer
- Eric Green – Hockey (1-0-0)
London 1908: Gold, Männer
- Lucinda Green – Reiten (0-1-0)
Los Angeles 1984: Silber, Vielseitigkeit Team
- Tommy Green – Leichtathletik (1-0-0)
Los Angeles 1932: Gold, 50 km Gehen Männer
- Luke Greenbank – Schwimmen (0-1-1)
Tokio 2020: Silber, 4 × 100 m Lagen Männer
Tokio 2020: Bronze, 200 m Rücken Männer
- Alice Greene – Tennis (0-1-0)
London 1908: Silber, Einzel Halle Frauen
- Dorothy Greenhough-Smith – Eiskunstlauf (0-1-0)
London 1908: Silber, Frauen
- Richard Gregg – Hockey (0-1-0)
London 1908: Silber, Männer
- William Greggan – Tauziehen (0-1-0)
London 1908: Silber, Männer
- Alex Gregory – Rudern (2-0-0)
London 2012: Gold, Vierer ohne Steuermann
Rio de Janeiro 2016: Gold, Vierer ohne Steuermann
- John Gregory – Leichtathletik (0-1-0)
London 1948: Silber, 4 × 100 m Männer
- John Gretton – Segeln (2-0-0)
Paris 1900: Gold, 0,5 – 1,0 Tonnen Männer
Paris 1900: Gold, Offene Klasse Männer
- Catherine Greves – Rudern (0-1-0)
Rio de Janeiro 2016: Silber, Achter Frauen
- Cecil Griffiths – Leichtathletik (1-0-0)
Antwerpen 1920: Gold, 4 × 400 m Männer
- William Griffiths – Hockey (0-1-0)
London 1948: Silber, Männer
- Martyn Grimley – Hockey (1-0-0)
Seoul 1988: Gold, Männer
- David Grindley – Leichtathletik (0-0-1)
Barcelona 1992: Bronze, 4 × 400 m Männer
- Judy Grinham – Schwimmen (1-0-0)
Melbourne 1956: Gold, 100 m Rücken Frauen
- Angus Groom – Rudern (0-1-0)
Tokio 2020: Silber, Doppelvierer Männer
- William Grosling – Fußball (1-0-0)
Paris 1900: Gold, Männer
- William Grosvenor – Schießen (0-1-0)
Stockholm 1912: Silber, Trap Team Männer
- Freddie Grubb – Radsport (0-2-0)
Stockholm 1912: Silber, Einzelzeitfahren Männer
Stockholm 1912: Silber, Teamzeitfahren Männer
- Timothy Grubb – Reiten (0-1-0)
Los Angeles 1984: Silber, Springreiten Team
- Luka Grubor – Rudern (1-0-0)
Sydney 2000: Gold, Achter Männer
- Freddie Guest – Polo (0-0-1)
Paris 1924: Bronze, Männer
- Judy Guinness – Fechten (0-1-0)
Los Angeles 1932: Silber, Florett Einzel Frauen
- Humphrey Guinness – Polo (0-1-0)
Berlin 1936: Silber, Männer
- Charles Gunn – Leichtathletik (0-0-1)
Antwerpen 1920: Bronze, 10.000 m Gehen Männer
- Richard Gunn – Boxen (1-0-0)
London 1908: Gold, Federgewicht Männer
- Sally Gunnell – Leichtathletik (1-0-1)
Barcelona 1992: Gold, 400 m Hürden Frauen
Barcelona 1992: Bronze, 4 × 400 m Frauen
- James Guy – Schwimmen (3-3-0)
Rio de Janeiro 2016: Silber, 4 × 200 m Freistil Männer
Rio de Janeiro 2016: Silber, 4 × 100 m Lagen Männer
Tokio 2020: Gold, 4 × 200 m Freistil Männer
Tokio 2020: Gold, 4 × 100 m Lagen Mixed
Tokio 2020: Silber, 4 × 100 m Lagen Männer
Paris 2024: Gold, 4 × 200 m Freistil Männer

### H
- Cecil Haig – Fechten (0-1-0)
London 1908: Silber, Degen Team Männer
- Nathan Hales – Schießen (1-0-0)
Paris 2024: Gold, Trap Männer
- George Hall-Say – Eiskunstlauf (0-0-1)
London 1908: Bronze, Spezialfiguren
- Ian Hallam – Radsport (0-0-2)
München 1972: Bronze, 4000 m Teamverfolgung Männer
Montréal 1976: Bronze, 4000 m Teamverfolgung Männer
- Steven Hallard – Bogenschießen (0-0-2)
Seoul 1988: Bronze, Team Männer
Barcelona 1992: Bronze, Team Männer
- James Halliday – Gewichtheben (0-0-1)
London 1948: Bronze, Leichtgewicht Männer
- Norman Hallows – Leichtathletik (0-0-1)
London 1908: Bronze, 1500 m Männer
- Nellie Halstead – Leichtathletik (0-0-1)
Los Angeles 1932: Bronze, 4 × 100 m Frauen
- Wyndham Halswelle – Leichtathletik (1-0-0)
London 1908: Gold, 400 m Männer
- Claire Hamilton – Curling (0-0-1)
Sotschi 2014: Bronze, Frauen
- James Hamilton – Rudern (0-1-0)
Amsterdam 1928: Silber, Achter Männer
- Frederick Hamlin – Radsport (0-1-0)
London 1908: Silber, 2000 m Tandem Männer
- William Hammond – Radsport (0-1-0)
Stockholm 1912: Silber, Teamzeitfahren Männer
- Tommy Hampson – Leichtathletik (1-1-0)
Los Angeles 1932: Gold, 800 m Männer
Los Angeles 1932: Silber, 4 × 400 m Männer
- Edith Hannam – Tennis (2-0-0)
Stockholm 1912: Gold, Mixed (Halle)
Stockholm 1912: Gold, Einzel (Halle) Frauen
- Edward Hanney – Fußball (1-0-0)
Stockholm 1912: Gold, Männer
- Leonard Hanson – Turnen (0-0-1)
Stockholm 1912: Bronze, Teammehrkampf Männer
- Sarah Hardcastle – Schwimmen (0-1-1)
Los Angeles 1984: Silber, 400 m Freistil Frauen
Los Angeles 1984: Bronze, 800 m Freistil Frauen
- Grant Hardie – Curling (0-1-0)
Peking 2022: Silber, Männer
- Anthony Harding – Wasserspringen (0-0-1)
Paris 2024: Bronze, 3 m Synchronspringen Männer
- Phyllis Harding – Schwimmen (0-1-0)
Paris 1924: Silber, 100 m Rücken Frauen
- Harold Hardman – Fußball (1-0-0)
London 1908: Gold, Männer
- Herbert Haresnape – Schwimmen (0-0-1)
London 1908: Bronze, 100 m Rücken Männer
- Georgina Harland – Moderner Fünfkampf (0-0-1)
Athen 2004: Bronze, Frauen
- Russell Harmer – Segeln (1-0-0)
Berlin 1936: Gold, 6-Meter-Klasse Männer
- Reg Harris – Radsport (0-2-0)
London 1948: Silber, 2000 m Tandem Männer
London 1948: Silber, Sprint Männer
- Audley Harrison – Boxen (1-0-0)
Sydney 2000: Gold, Superschwergewicht Männer
- Ernie Harper – Leichtathletik (0-1-0)
Berlin 1936: Silber, Marathon Männer
- Yasmin Harper – Wasserspringen (0-0-1)
Paris 2024: Bronze, 3 m Synchronspringen Frauen
- Toby Harries – Leichtathletik (0-0-1)
Paris 2024: Bronze, 4 × 400 m Männer
- Raymond Harrison – Fechten (0-1-0)
Rom 1960: Silber, Degen Team Männer
- Michael Hart – Rudern (0-1-0)
Montreal 1976: Silber, Doppelzweier Männer
- Donna Hartley – Leichtathletik (0-0-1)
Moskau 1980: Bronze, 4 × 400 m Frauen
- Margaret Hartley – Turnen (0-0-1)
Amsterdam 1928: Bronze, Teammehrkampf Frauen
- William Gladstone Harvell – Radsport (0-0-1)
Los Angeles 1932: Bronze, 4000 m Teamverfolgung Männer
- Harry Haslam – Hockey (1-0-0)
Antwerpen 1920: Gold, Männer
- Henry Haslam – Fußball (1-0-0)
Paris 1900: Gold, Männer
- Irene Hatch – Schwimmen (0-1-0)
Paris 1924: Silber, 4 × 100 m Freistil Frauen
- John Hatfield – Schwimmen (0-2-1)
Stockholm 1912: Silber, 400 m Freistil Männer
Stockholm 1912: Silber, 1500 m Freistil Männer
Stockholm 1912: Bronze, 4 × 200 m Freistil Männer
- Robert Hawkes – Fußball (1-0-0)
London 1908: Gold, Männer
- Harold Hawkins – Schießen (0-1-0)
London 1908: Silber, Kleinkaliber (verschwindendes Ziel) Männer
- Alex Haydock-Wilson – Leichtathletik (0-0-2)
Paris 2024: Bronze, 4 × 400 m Mixed
Paris 2024: Bronze, 4 × 400 m Männer
- Sydney Hayes – Lacrosse (0-1-0)
London 1908: Silber, Männer
- Rob Hayles – Radsport (0-1-2)
Sydney 2000: Bronze, 4000 m Teamverfolgung Männer
Athen 2004: Silber, 4000 m Teamverfolgung Männer
Athen 2004: Bronze, Madison Männer
- Ethan Hayter – Radsport (0-2-0)
Tokio 2020: Silber, Madison Männer
Paris 2024: Silber, Teamverfolgung Männer
- Liam Heath Kanu (1-1-2)
London 2012: Bronze, Zweier-Kajak 200 m Männer
Rio de Janeiro 2016: Gold, Einer-Kajak 200 m Männer
Rio de Janeiro 2016: Silber, Zweier-Kajak 200 m Männer
Tokio 2020: Bronze, Einer-Kajak 200 m Männer
- Alastair Heathcote – Rudern (0-1-0)
Peking 2008: Silber, Achter Männer
- Basil Heatley – Leichtathletik (0-1-0)
Tokio 1964: Silber, Marathon Männer
- Frank Hegarty – Leichtathletik (0-1-0)
Antwerpen 1920: Silber, Querfeldeinlauf Team Männer
- David Hemery – Leichtathletik (1-1-1)
Mexiko-Stadt 1968: Gold, 400 m Hürden Männer
München 1972: Silber, 4 × 400 m Männer
München 1972: Bronze, 400 m Hürden Männer
- Anna Henderson – Radsport (0-1-0)
Paris 2024: Silber, Einzelzeitfahren Frauen
- Tim Henman – Tennis (0-1-0)
Atlanta 1996: Silber, Doppel Männer
- Ernest Henley – Leichtathletik (0-0-1)
Stockholm 1912: Bronze, 4 × 400 m Männer
- Desirèe Henry – Leichtathletik (0-1-1)
Rio de Janeiro 2016: Bronze, 4 × 100 m Frauen
Paris 2024: Silber, 4 × 100 m Frauen
- Lauren Henry – Rudern (1-0-0)
Paris 2024: Gold, Doppelvierer Frauen
- William Henry – Wasserball (1-0-0)
Paris 1900: Gold, Männer
- Harry Hepworth – Turnen (0-0-1)
Paris 2024: Bronze, Sprung Männer
- Garry Herbert – Rudern (1-0-0)
Barcelona 1992: Gold, Zweier mit Steuermann
- Susan Hearnshaw – Leichtathletik (0-0-1)
Los Angeles 1984: Bronze, Weitsprung Frauen
- Maurice Herriott – Leichtathletik (0-1-0)
Tokio 1964: Silber, 3000 m Hindernis Männer
- Carl Hester – Reiten (1-1-2)
London 2012: Gold, Dressur Team
Rio de Janeiro 2016: Silber, Dressur Team
Tokio 2020: Bronze, Dressur Team
Paris 2024: Bronze, Dressur Team
- Frederick Hibbins – Leichtathletik (0-0-1)
Stockholm 1912: Bronze, Querfeldeinlauf Team Männer
- Peter Higgins – Leichtathletik (0-0-1)
Melbourne 1956: Bronze, 4 × 400 m Männer
- Lloyd Hildebrand, Radsport (0-1-0)
Paris 1900: Silber, 25 km Männer
- Albert Hill – Leichtathletik (2-1-0)
Antwerpen 1920: Gold, 800 m Männer
Antwerpen 1920: Gold, 1500 m Männer
Antwerpen 1920: Silber, 3000 m Team Männer
- Albert Edwin Hill – Reiten (1-0-0)
Melbourne 1956: Gold, Vielseitigkeit Team
- Arthur Hill – Wasserball (1-0-0)
Stockholm 1912: Gold, Männer
- Harry Hill – Radsport (0-0-1)
Berlin 1936: Bronze, 4000 m Teamverfolgung Männer
- Phelan Hill – Rudern (1-0-1)
London 2012: Bronze, Achter Männer
Rio de Janeiro 2016: Gold, Achter Männer
- Beatrice Hill-Lowe – Bogenschießen (0-0-1)
London 1908: Bronze, National Round Frauen
- George Hillyard – Tennis (1-0-0)
London 1908: Gold, Doppel Männer
- Maddie Hinch – Hockey (1-0-1)
Rio de Janeiro 2016: Gold, Frauen
Tokio 2020: Bronze, Frauen
- Louie Hinchliffe – Leichtathletik (0-0-1)
Paris 2024: Bronze, 4 × 100 m Männer
- William Hinde – Polo (0-1-0)
Berlin 1936: Silber, Männer
- Philip Hindes – Radsport (2-0-0)
London 2012: Gold, Teamsprint Männer
Rio de Janeiro 2016: Gold, Teamsprint Männer
- William Hirons – Tauziehen (1-0-0)
London 1908: Gold, Männer
- Eileen Hiscock – Leichtathletik (0-1-1)
Los Angeles 1932: Bronze, 4 × 100 m Frauen
Berlin 1936: Silber, 4 × 100 m Frauen
- Simon Hiscocks – Segeln (0-1-1)
Sydney 2000: Silber, 49er Männer
Athen 2004: Bronze, 49er Mixed
- Sophie Hitchon – Leichtathletik (0-0-1)
Rio de Janeiro 2016: Bronze, Hammerwurf Frauen
- Gordon Hoare – Fußball (1-0-0)
Stockholm 1912: Gold, Männer
- Percy Hodge – Leichtathletik (1-0-0)
Antwerpen 1920: Gold, 3000 m Hindernis Männer
- Samuel Hodgetts – Turnen (0-0-1)
Stockholm 1912: Bronze, Teammehrkampf Männer
- Keely Hodgkinson – Leichtathletik (1-1-0)
Tokio 2020: Silber, 800 m Frauen
Paris 2024: Gold, 800 m Frauen
- Mathilda Hodgkins-Byrne – Rudern (0-0-1)
Paris 2024: Bronze, Doppelzweier Frauen
- Virginia Holgate – Reiten (0-2-2)
Los Angeles 1984: Silber, Vielseitigkeit Team
Los Angeles 1984: Bronze, Vielseitigkeit Einzel
Seoul 1988: Bronze, Vielseitigkeit Einzel
Seoul 1988: Silber, Vielseitigkeit Team
- Charles Holland – Radsport (0-0-1)
Los Angeles 1932: Bronze, 4000 m Teamverfolgung Männer
- Vicky Holland – Triathlon (0-0-1)
Rio de Janeiro 2016: Bronze, Frauen
- Dorothy Holman – Tennis (0-2-0)
Antwerpen 1920: Silber, Einzel Frauen
Antwerpen 1920: Silber, Doppel Frauen
- Frederick Holman – Schwimmen (1-0-0)
London 1908: Gold, 200 m Brust Männer
- Andrew Holmes – Rudern (2-0-1)
Los Angeles 1984: Gold, Vierer mit Steuermann
Seoul 1988: Gold, Zweier ohne Steuermann
Seoul 1988: Bronze, Zweier mit Steuermann
- Bill Holmes – Radsport (0-1-0)
Melbourne 1956: Silber, Teamwertung Straße Männer
- Edgar Holmes – Hockey (0-1-0)
London 1908: Silber, Männer
- Fred Holmes – Tauziehen (1-0-0)
Antwerpen 1920: Gold, Männer
- Geoffrey Holmes – Eishockey (0-0-1)
Chamonix 1924: Bronze, Männer
- Kelly Holmes – Leichtathletik (2-0-1)
Sydney 2000: Bronze, 800 m Frauen
Athen 2004: Gold, 800 m Frauen
Athen 2004: Gold, 1500 m Frauen
- Martin Holt – Fechten (0-2-0)
London 1908: Silber, Degen Team Männer
Stockholm 1912: Silber, Degen Team Männer
- Thomas Homewood – Tauziehen (0-0-1)
London 1908: Bronze, Männer
- L. Hood – Rugby (0-0-1)
Paris 1900: Bronze, Männer
- Linton Hope – Segeln (2-0-0)
Paris 1900: Gold, 0,5–1,0 Tonnen Männer
Paris 1900: Gold, Offene Klasse Männer
- Anna Hopkin – Schwimmen (1-0-0)
Tokio 2020: Gold, 4 × 100 m Lagen Mixed
- Thelma Hopkins – Leichtathletik (0-1-0)
Melbourne 1956: Silber, Hochsprung Frauen
- Edward Hore – Segeln (1-0-1)
Paris 1900: Gold, 3–10 Tonnen Männer
Paris 1900: Bronze, 10–20 Tonnen Männer
- Denis Horgan – Leichtathletik (0-1-0)
London 1908: Silber, Kugelstoßen Männer
- Ewart Horsfall – Rudern (1-1-0)
Stockholm 1912: Gold, Achter Männer
Antwerpen 1920: Silber, Achter Männer
- Sophie Hosking – Rudern (1-0-0)
London 2012: Gold, Leichtgewichts-Doppelzweier Frauen
- Bill Hoskyns – Fechten (0-2-0)
Rom 1960: Silber, Degen Team Männer
Tokio 1964: Silber, Degen Einzel Männer
- Frances Houghton – Rudern (0-3-0)
Athen 2004: Silber, Doppelvierer Frauen
Peking 2008: Silber, Doppelvierer Frauen
Rio de Janeiro 2016: Silber, Achter Frauen
- Richard Hounslow – Kanu  (0-2-0)
London 2012: Silber, Zweier-Canadier Männer
Rio de Janeiro 2016: Silber, Zweier-Canadier Männer
- Wendy Houvenaghel – Radsport (0-1-0)
Peking 2008: Silber, Einzelverfolgung Frauen
- Michael John Howard – Fechten (0-1-0)
Rom 1960: Silber, Degen Team Männer
- Paul Howe – Schwimmen (0-0-1)
Los Angeles 1984: Bronze, 4 × 200 m Freistil Männer
- Edward Howard-Vyse – Reiten (0-0-1)
Berlin 1936: Bronze, Vielseitigkeit Team
- Kate Howey – Judo (0-1-1)
Barcelona 1992: Bronze, Mittelgewicht Frauen
Sydney 2000: Silber, Mittelgewicht Frauen
- Chris Hoy – Radsport (6-1-0)
Sydney 2000: Silber, Olympischer Sprint Männer
Athen 2004: Gold, 1000 m Zeitfahren Männer
Peking 2008: Gold, Keirin Männer
Peking 2008: Gold, Sprint Männer
Peking 2008: Gold, Teamsprint Männer
London 2012: Gold, Keirin Männer
London 2012: Gold, Teamsprint Männer
- Joslyn Hoyte-Smith – Leichtathletik (0-0-1)
Moskau 1980: Bronze, 4 × 400 m Frauen
- Philip Hubble – Schwimmen (0-1-0)
Moskau 1980: Silber, 200 m Schmetterling Männer
- Matthew Hudson-Smith – Leichtathletik (0-1-1)
Paris 2024: Silber, 400 m Männer
Paris 2024: Bronze, 4 × 400 m Männer
- Alfred Hughes – Segeln (0-0-1)
London 1908: Bronze, 8-Meter-Klasse Männer
- Edna Hughes – Schwimmen (0-0-1)
Los Angeles 1932: Bronze, 4 × 100 m Freistil Frauen
- Frederick Hughes – Segeln (0-0-1)
London 1908: Bronze, 8-Meter-Klasse Männer
- Norman Hughes – Hockey (0-0-1)
Los Angeles 1984: Bronze, Männer
- Zharnel Hughes – Leichtathletik (0-1-1)
Tokio 2020: Silber, 4 × 100 m Männer
Paris 2024: Bronze, 4 × 100 m Männer
- Harold Humby – Schießen (1-2-0)
London 1908: Gold, Kleinkaliber Team Männer
London 1908: Silber, Kleinkaliber liegend Männer
Stockholm 1912: Silber, Trap Team Männer
- Frederick Humphreys – Tauziehen (2-1-0)
London 1908: Gold, Männer
Stockholm 1912: Silber, Männer
Antwerpen 1920: Gold, Männer
- Thomas Humphreys – Leichtathletik (0-0-1)
Stockholm 1912: Bronze, Querfeldeinlauf Team Männer
- Philip Hunloke – Segeln (0-0-1)
London 1908: Bronze, 8-Meter-Klasse Männer
- Amy Hunt – Leichtathletik (0-1-0)
Paris 2024: Silber, 4 × 100 m Frauen
- David Hunt – Segeln (0-1-0)
München 1972: Silber, Tempest Männer
- Kenneth Hunt – Fußball (1-0-0)
London 1908: Gold, Männer
- Ben Hunt-Davis – Rudern (1-0-0)
Sydney 2000: Gold, Achter Männer
- Sharon Hunt – Reiten (0-0-1)
Peking 2008: Bronze, Vielseitigkeit Team
- Heather Hunte-Oakes – Leichtathletik (0-0-2)
Moskau 1980: Bronze, 4 × 100 m Frauen
Los Angeles 1984: Bronze, 4 × 100 m Frauen
- Mark Hunter – Rudern (1-1-0)
Peking 2008: Gold, Leichtgewichts-Doppelzweier Männer
London 2012: Silber, Leichtgewichts-Doppelzweier Männer
- George Hutson – Leichtathletik (0-0-2)
Stockholm 1912: Bronze, 3000 m Team Männer
Stockholm 1912: Bronze, 5000 m Männer
- Robert Hutton – Schießen (0-0-1)
London 1908: Bronze, Tontauben Team Männer
- Mark Hylton – Leichtathletik (0-1-0)
Atlanta 1996: 4 × 400 m Männer
- Dorothy Hyman – Leichtathletik (0-1-2)
Rom 1960: Silber, 200 m Frauen
Rom 1960: Bronze, 100 m Frauen
Tokio 1964: Bronze, 4 × 100 m Frauen
- Mathias Hynes – Tauziehen (0-1-0)
Stockholm 1912: Silber, Männer

### I
- Derek Ibbotson – Leichtathletik (0-0-1)
Melbourne 1956: Bronze, 5000 m Männer
- Phillips Idowu – Leichtathletik (0-1-0)
Peking 2008: Silber, Dreisprung Männer
- Alexander Ireland – Boxen (0-1-0)
Antwerpen 1920: Gold, Weltergewicht Männer
- Albert Ireton – Tauziehen (1-0-0)
London 1908: Gold, Männer
- Lauren Irwin – Rudern (0-0-1)
Paris 2024: Bronze, Achter Frauen
- William Isaacs – Radsport (0-0-1)
London 1908: Bronze, 2000 m Tandem Männer

### J
- Dick Jackett – Rugby (0-1-0)
London 1908: Silber, Männer
- Edward Jackett – Rugby (0-1-0)
London 1908: Silber, Männer
- Brian Jacks – Judo (0-0-1)
München 1972: Bronze, Mittelgewicht Männer
- Alan Jackson – Radsport (0-1-1)
Melbourne 1956: Bronze, Straßenrennen Männer
Melbourne 1956: Silber, Teamwertung Straße Männer
- Arnold Jackson – Leichtathletik (1-0-0)
Stockholm 1912: Gold, 1500 m Männer
- Colin Jackson – Leichtathletik (0-1-0)
Seoul 1988: Silber, 110 m Hürden Männer
- Joanne Jackson – Schwimmen (0-0-1)
Peking 2008: Bronze, 800 m Freistil Frauen
- John Jackson – Bob (0-0-1)
Sotschi 2014: Bronze, Viererbob Männer
- Laurence Jackson – Curling (1-0-0)
Chamonix 1924: Gold, Männer
- Peter Herbert Jackson – Rudern (0-1-0)
Berlin 1936: Silber, Vierer ohne Steuermann
- William Kilgour Jackson – Curling (1-0-0)
Chamonix 1924: Gold, Männer
- Edwin Jacob – Segeln (0-1-0)
Paris 1924: Silber, 8-Meter-Klasse Männer
- David Jacobs – Leichtathletik (1-0-0)
Stockholm 1912: Gold, 4 × 100 m Männer
- Simmone Jacobs – Leichtathletik (0-0-1)
Los Angeles 1984: Bronze, 4 × 100 m Frauen
- Peter Jaffe – Segeln (0-1-0)
Los Angeles 1932: Silber, Star Männer
- Amy Jagger – Turnen (0-0-1)
Amsterdam 1928: Bronze, Teammehrkampf Frauen
- Hilda James – Schwimmen (0-1-0)
Antwerpen 1920: Silber, 4 × 100 m Freistil Frauen
- John James – Rudern (0-1-0)
Tokio 1964: Silber, Vierer ohne Steuermann
- Rebecca James – Radsport (0-2-0)
Rio de Janeiro 2016: Silber, Sprint Frauen
Rio de Janeiro 2016: Silber, Keirin Frauen
- Tom James – Rudern (2-0-0)
Peking 2008: Gold, Vierer ohne Steuermann
London 2012: Gold, Vierer ohne Steuermann
- Walter James – Rudern (0-1-0)
Antwerpen 1920: Silber, Achter Männer
- Andy Jameson – Schwimmen (0-0-1)
Seoul 1988: Bronze, 100 m Schmetterling Männer
- Helen Jameson – Schwimmen (0-1-0)
Moskau 1980: Silber, 4 × 100 m Lagen Frauen
- Michael Jamieson – Schwimmen (0-1-0)
London 2012: Silber, 200 m Brust Männer
- Jonathan Janson – Segeln (0-0-1)
Melbourne 1956: Bronze, Drachen Männer
- Adrian Jardine – Segeln (0-0-1)
Mexiko-Stadt 1968: Bronze, 5,5-Meter-Klasse Männer
- Jake Jarman – Turnen (0-0-1)
Paris 2024: Bronze, Bodenturnen Männer
- Calum Jarvis – Schwimmen (1-0-0)
Tokio 2020: Gold, 4 × 200 m Freistil Männer
- John Arthur Jarvis – Schwimmen, Wasserball (3-0-0)
Paris 1900: Gold, 1000 m Freistil Männer
Paris 1900: Gold, 4000 m Freistil Männer
Paris 1900: Gold, Wasserball Männer
- Allan Jay – Fechten (0-2-0)
Rom 1960: Silber, Degen Einzel Männer
Rom 1960: Silber, Degen Team Männer
- Constance Jeans – Schwimmen (0-2-0)
Antwerpen 1920: Silber, 4 × 100 m Freistil Frauen
Paris 1924: Silber, 4 × 100 m Freistil Frauen
- Harry Jefferson – Segeln (1-0-0)
Paris 1900: Gold, bis 10 Tonnen 2. Wettfahrt
- Tony Jeffries – Boxen (0-0-1)
Peking 2008: Bronze, Halbschwergewicht
- John Jellico – Segeln (0-1-0)
London 1908: Silber, 12-Meter-Klasse Männer
- David Jenkins – Leichtathletik (0-1-0)
München 1972: Silber, 4 × 400 m Männer
- Frank Jerwood – Rudern (0-0-1)
London 1908: Bronze, Achter Männer
- Yemi Mary John – Leichtathletik (0-0-1)
Paris 2024: Bronze, 4 × 400 m Frauen
- Derek Johnson – Leichtathletik (0-1-1)
Melbourne 1956: Silber, 800 m Männer
Melbourne 1956: Bronze, 4 × 400 m Männer
- Ernest Johnson – Radsport (0-0-2)
Los Angeles 1932: Bronze, 4000 m Teamverfolgung Männer
Berlin 1936: Bronze, 4000 m Teamverfolgung Männer
- Harry Johnson – Boxen (0-0-1)
London 1908: Bronze, Leichtgewicht Männer
- Thomas Johnson – Radsport (0-3-0)
London 1908: Silber, 2000 m Tandem Männer
Antwerpen 1920: Silber, Sprint Männer
Antwerpen 1920: Silber, 4000 m Teamverfolgung Männer
- James H. Johnson – Eiskunstlauf (0-1-0)
London 1908: Silber, Paarlauf
- Katarina Johnson-Thompson – Leichtathletik (0-1-0)
Paris 2024: Silber, Siebenkampf Frauen
- Kathryn Johnson – Hockey (0-0-1)
Barcelona 1992: Bronze, Frauen
- Phyllis Johnson – Eiskunstlauf (0-2-0)
London 1908: Silber, Paarlauf
Antwerpen 1920: Silber, Paarlauf
- Victor Johnson – Radsport (1-0-0)
London 1908: Gold, 660 yards Männer
- Wilfrid Johnson – Lacrosse (0-1-0)
London 1908: Silber, Männer
- Herbert Johnston – Leichtathletik (0-1-0)
Paris 1924: Silber, 3000 m Team Männer
- Banner Johnstone – Rudern (1-0-0)
London 1908: Gold, Achter Männer
- Robin Johnstone – Rudern (0-1-0)
Antwerpen 1920: Silber, Achter Männer
- Benjamin Jones – Radsport (2-1-0)
London 1908: Gold, 4000 m Teamverfolgung Männer
London 1908: Gold, 5000 m Männer
London 1908: Silber, 20 km Bahn Männer
- Christopher Jones – Wasserball (1-0-0)
Antwerpen 1920: Gold, Männer
- David Jones – Leichtathletik (0-0-1)
Rom 1960: Bronze, 4 × 100 m Männer
- Edward Jones – Lacrosse (0-1-0)
London 1908: Silber, Männer
- Eddie Jones – Rugby (0-1-0)
London 1908: Silber, Männer
- Jade Jones – Taekwondo (2-0-0)
London 2012: Gold, Federgewicht Frauen
Rio de Janeiro 2016: Gold, Federgewicht Frauen
- Jenny Jones – Snowboard (0-0-1)
Sotschi 2014: Bronze, Slopestyle Frauen
- James Jones – Fußball (1-0-0)
Paris 1900: Gold, Männer
- Ken Jones – Leichtathletik (0-1-0)
London 1948: Silber, 4 × 100 m Männer
- Reuben Jones – Reiten (1-0-0)
Mexiko-Stadt 1968: Gold, Vielseitigkeit Team
- Sarah Jones – Hockey (0-0-1)
Tokio 2020: Bronze, Frauen
- Walter Jones – Polo (0-1-0)
London 1908: Silber, Männer
- Jimmy Jose – Rugby (0-1-0)
London 1908: Silber, Männer
- Anthony Joshua – Boxen (1-0-0)
London 2012: Gold, Superschwergewicht Männer
- Joseph Joyce – Boxen (0-1-0)
Rio de Janeiro 2016: Silber, Superschwergewicht Männer
- Queenie Judd – Turnen (0-0-1)
Amsterdam 1928: Bronze, Teammehrkampf Frauen
- Hamilton Jukes – Eishockey (0-0-1)
Chamonix 1924: Bronze, Männer
- Andrew Justice – Rudern (0-1-0)
Moskau 1980: Silber, Achter Männer

### K
- Ronald Keeble – Radsport (0-0-1)
München 1972: Bronze, 4000 m Teamverfolgung Männer
- Frederick Keeping – Radsport (0-1-0)
Athen 1896: Silber, 12-Stunden-Rennen Männer
- Frederick Septimus Kelly – Rudern (1-0-0)
London 1908: Gold, Achter Männer
- Hannah Kelly – Leichtathletik (0-0-1)
Paris 2024: Bronze, 4 × 400 m Frauen
- Margaret Kelly-Hohmann – Schwimmen (0-1-0)
Moskau 1980: Silber, 4 × 100 m Lagen Frauen
- Peter Kemp – Schwimmen, Wasserball (1-0-1)
Paris 1900: Gold, Wasserball Männer
Paris 1900: Bronze, 200 m Hindernis Männer
- Albert Kempster – Schießen (0-0-2)
Stockholm 1912: Bronze, Beliebige Scheibenpistole Team Männer
Stockholm 1912: Bronze, Armeerevolver Team Männer
- J. Graham Kenion – Segeln (0-1-0)
London 1908: Silber, 12-Meter-Klasse Männer
- Peter Kennaugh – Radsport (1-0-0)
London 2012: Gold, Teamverfolgung Männer
- Neil Kennedy-Cochran-Patrick – Segeln (0-1-0)
Melbourne 1956: Silber, 5,5-Meter-Klasse Männer
- Robert L. Kennedy – Hockey (0-1-0)
London 1908: Silber, Männer
- Jason Kenny – Radsport (7-2-0)
Peking 2008: Gold, Teamsprint Männer
Peking 2008: Silber, Sprint Männer
London 2012: Gold, Sprint Männer
London 2012: Gold, Teamsprint Männer
Rio de Janeiro 2016: Gold, Sprint Männer
Rio de Janeiro 2016: Gold, Teamsprint Männer
Rio de Janeiro 2016: Gold, Keirin Männer
Tokio 2020: Gold, Keirin Männer
Tokio 2020: Silber, Teamsprint Männer
- Laura Kenny – Radsport (1-1-0)
Tokio 2020: Gold, Madison Frauen
Tokio 2020: Silber, Teamverfolgung Frauen
- Sean Kerly – Hockey (1-0-1)
Los Angeles 1984: Bronze, Männer
Seoul 1988: Gold, Männer
- Josh Kerr – Leichtathletik (0-1-1)
Tokio 2020: Bronze, 1500 m Männer
Paris 2024: Silber, 1500 m Männer
- Amir Khan – Boxen (0-1-0)
Athen 2004: Silber, Leichtgewicht Männer
- Alexander Kidd – Tauziehen (0-1-0)
London 1908: Silber, Männer
- Tom Kiely – Leichtathletik (1-0-0)
St. Louis 1904: Gold, Zehnkampf Männer
- Gordon Killick – Rudern (0-1-0)
Amsterdam 1928: Silber, Achter Männer
- Jack Kilpatrick – Eishockey (1-0-0)
Garmisch-Partenkirchen 1936: Gold, Männer
- Richard Kilty – Leichtathletik (0-1-1)
Tokio 2020: Silber, 4 × 100 m Männer
Paris 2024: Bronze, 4 × 100 m Männer
- Charles Thomas King – Radsport (0-0-1)
Berlin 1936: Bronze, 4000 m Teamverfolgung Männer
- Dani King – Radsport (1-0-0)
London 2012: Gold, Teamverfolgung Frauen
- Ellen King – Schwimmen (0-2-0)
Amsterdam 1928: Silber, 100 m Rücken Frauen
Amsterdam 1928: Silber, 4 × 100 m Freistil Frauen
- Mary King – Reiten (0-2-1)
Athen 2004: Silber, Vielseitigkeit Team
Peking 2008: Bronze, Vielseitigkeit Team
London 2012: Silber, Vielseitigkeit Team
- Clarence Kingsbury – Radsport (2-0-0)
London 1908: Gold, 4000 m Teamverfolgung Männer
London 1908: Gold, 20 km Bahn Männer
- William Kinnear – Rudern (1-0-0)
Stockholm 1912: Gold, Einer Männer
- Alice Kinsella – Turnen (0-0-1)
Tokio 2020: Bronze, Teammehrkampf Frauen
- Alister Kirby – Rudern (1-0-0)
Stockholm 1912: Gold, Achter Männer
- Harold Kitching – Rudern (0-0-1)
London 1908: Bronze, Achter Männer
- Jessie Kite – Turnen (0-0-1)
Amsterdam 1928: Bronze, Teammehrkampf Frauen
- Arthur Knight – Fußball (1-0-0)
Stockholm 1912: Gold, Männer
- Josie Knight – Radsport (0-1-1)
Tokio 2020: Silber, Teamverfolgung Frauen
Paris 2024: Bronze, Teamverfolgung Frauen
- Deborah Knox – Curling (1-0-0)
Salt Lake City 2002: Gold, Frauen
- John Kynoch – Schießen (0-0-1)
München 1972: Bronze, Laufende Scheibe Männer

### L
- Du’aine Ladejo – Leichtathletik (0-1-1)
Barcelona 1992: Bronze, 4 × 400 m Männer
Atlanta 1996: Silber, 4 × 400 m Männer
- Bobby Lammie – Curling (0-1-0)
Peking 2022: Silber, Männer
- Thomas Lance – Radsport (1-0-0)
Antwerpen 1920: Gold, 2000 m Tandem Männer
- John Lander – Rudern (1-0-0)
Amsterdam 1928: Gold, Vierer ohne Steuermann
- Harold Lane – Rudern (0-1-0)
Amsterdam 1928: Silber, Achter Männer
- William Lane-Joynt – Schießen (0-1-0)
London 1908: Silber, Laufender Hirsch Team Männer
- Chris Langridge – Badminton (0-0-1)
Rio de Janeiro 2016: Bronze, Doppel Männer
- Matt Langridge – Rudern (1-1-1)
Peking 2008: Silber, Achter Männer
London 2012: Bronze, Achter Männer
Rio de Janeiro 2016: Gold, Achter Männer
- Sonia Lannaman – Leichtathletik (0-0-1)
Moskau 1980: Bronze, 4 × 100 m Frauen
- Imani Lansiquot – Leichtathletik (0-1-1)
Tokio 2020: Bronze, 4 × 100 m Frauen
Paris 2024: Silber, 4 × 100 m Frauen
- Michael Lapage – Rudern (0-1-0)
London 1948: Silber, Achter Männer
- George Larner – Leichtathletik (2-0-0)
London 1908: Gold, 3500 m Gehen Männer
London 1908: Gold, 10 Meilen Gehen Männer
- Jack Laugher – Wasserspringen (1-1-2)
Rio de Janeiro 2016: Gold, 3 m Synchronspringen Männer
Rio de Janeiro 2016: Silber, Kunstspringen Männer
Tokio 2020: Bronze, 3 m Kunstspringen Männer
Paris 2024: Bronze, 3 m Synchronspringen Männer
- Launceston Elliot – Gewichtheben (1-1-0)
Athen 1896: Gold, Einarmig Männer
Athen 1896: Silber, Beidarmig Männer
- Jack Lauterwasser – Radsport (0-1-0)
Amsterdam 1928: Silber, Mannschaftswertung Straße Männer
- Ran Laurie – Rudern (1-0-0)
London 1948: Gold, Zweier ohne Steuermann
- Elise Laverick – Rudern (0-0-2)
Athen 2004: Bronze, Doppelzweier Frauen
Peking 2008: Bronze, Doppelzweier Frauen
- Leslie Law – Reiten (1-2-0)
Sydney 2000: Silber, Vielseitigkeit Team
Athen 2004: Gold, Vielseitigkeit Einzel
Athen 2004: Silber, Vielseitigkeit Team
- Arthur Lawry – Rugby (0-1-0)
London 1908: Silber, Männer
- Gilbert Laws – Segeln (1-0-0)
London 1908: Gold, 6-Meter-Klasse Männer
- Charles Leaf – Segeln (1-0-0)
Berlin 1936: Gold, 6-Meter-Klasse Männer
- Henry Leaf – Racket (0-1-1)
London 1908: Silber, Einzel Männer
London 1908: Bronze, Doppel Männer
- Con Leahy – Leichtathletik (0-1-0)
London 1908: Silber, Hochsprung Männer
- Patrick Leahy – Leichtathletik (0-1-1)
Paris 1900: Silber, Hochsprung Männer
Paris 1900: Bronze, Weitsprung Männer
- Jessica Learmonth – Triathlon (1-0-0)
Tokio 2020: Gold, Staffel Mixed
- Harry Leask – Rudern (0-1-0)
Tokio 2020: Silber, Doppelvierer Männer
- Matty Lee – Wasserspringen (1-0-0)
Tokio 2020: Gold, 10 m Synchronspringen Männer
- Zoe Lee – Rudern (0-1-0)
Rio de Janeiro 2016: Silber, Achter Frauen
- Arthur Leighton – Hockey (1-0-0)
Antwerpen 1920: Gold, Männer
- Richard Leman – Hockey (1-0-1)
Los Angeles 1984: Bronze, Männer
Seoul 1988: Gold, Männer
- Sheila Lerwill – Leichtathletik (0-1-0)
Helsinki 1952: Silber, Hochsprung Frauen
- Edward Lessimore – Schießen (1-0-0)
Stockholm 1912: Gold, 50 m Kleinkaliber Team Männer
- Richard Lester – Rudern (0-1-0)
Montréal 1976: Silber, Achter Männer
- Denise Lewis – Leichtathletik (1-0-1)
Atlanta 1996: Bronze, Siebenkampf Frauen
Sydney 2000: Gold, Siebenkampf Frauen
- Mark Lewis-Francis – Leichtathletik (1-0-0)
Athen 2004: Gold, 4 × 100 m Männer
- Eric Liddell – Leichtathletik (1-0-1)
Paris 1924: Gold, 400 m Männer
Paris 1924: Bronze, 200 m Männer
- Victor Lindberg – Wasserball (1-0-0)
Paris 1900: Gold, Männer
- Andrew Lindsay – Rudern (1-0-0)
Sydney 2000: Gold, Achter Männer
- Frederick Lindsay – Hockey (0-1-0)
London 1948: Silber, Männer
- Gillian Lindsay – Rudern (0-1-0)
Sydney 2000: Silber, Doppelvierer Frauen
- Robert Lindsay – Leichtathletik (1-0-0)
Antwerpen 1920: Gold, 4 × 400 m Männer
- William Lindsay – Hockey (0-1-0)
London 1948: Silber, Männer
- Ollie Lindsay-Hague – Rugby (0-1-0)
Rio de Janeiro 2016: Silber, Männer
- Edward Ling – Schießen (0-0-1)
Rio de Janeiro 2016: Bronze, Trap Männer
- Sandra Lister – Hockey (0-0-1)
Barcelona 1992: Bronze, Frauen
- Thomas Littledale – Segeln (0-1-0)
London 1908: Silber, 12-Meter-Klasse Männer
- Charles Littlejohn – Rudern (0-1-0)
Stockholm 1912: Silber, Achter Männer
- Horace Littlewort – Fußball (1-0-0)
Stockholm 1912: Gold, Männer
- Harry Llewellyn – Reiten (1-0-1)
London 1948: Bronze, Springreiten Team
Helsinki 1952: Gold, Springreiten Team
- Charles Lloyd – Rudern (0-1-0)
London 1948: Silber, Achter Männer
- Hardress Lloyd – Polo (0-1-0)
London 1908: Silber, Männer
- James Lloyd – Boxen (0-0-1)
Rom 1960: Bronze, Weltergewicht Männer
- Tebbs Lloyd Johnson – Leichtathletik (0-0-1)
London 1948: Bronze, 50 km Gehen Männer
- Noel Loban – Ringen (0-0-1)
Los Angeles 1984: Bronze, Freistil Leichtschwergewicht Männer
- Vivian Lockett – Polo (1-0-0)
Antwerpen 1920: Gold, Männer
- Bruce Logan – Rudern (0-1-0)
Stockholm 1912: Silber, Vierer mit Steuermann
- Gerald Logan – Hockey (1-0-0)
London 1908: Gold, Männer
- M. L. Logan – Rugby (0-0-1)
Paris 1900: Bronze, Männer
- Jack London – Leichtathletik (0-1-1)
Amsterdam 1928: Silber, 100 m Männer
Amsterdam 1928: Bronze, 4 × 100 m Männer
- Heidi Long – Rudern (0-0-1)
Paris 2024: Bronze, Achter Frauen
- Anita Lonsbrough – Schwimmen (1-0-0)
Rom 1960: Gold, 200 m Brust Frauen
- Constantine Louloudis – Rudern (1-0-1)
London 2012: Bronze, Achter Männer
Rio de Janeiro 2016: Gold, Vierer ohne Steuermann
- Herbert Loveitt – Rugby (0-0-1)
Paris 1900: Bronze, Männer
- David Lowe – Schwimmen (0-0-1)
Moskau 1980: Bronze, 4 × 100 m Lagen Männer
- Douglas Lowe – Leichtathletik (2-0-0)
Paris 1924: Gold, 800 m Männer
Amsterdam 1928: Gold, 800 m Männer
- Ed Lowe – Radsport (0-1-0)
Paris 2024: Silber, Teamsprint Männer
- Richard Lucas – Rudern (0-1-0)
Antwerpen 1920: Silber, Achter Männer
- Tom Lucy – Rudern (0-1-0)
Peking 2008: Silber, Achter Männer
- Charles Luck – Turnen (0-0-1)
Stockholm 1912: Bronze, Teammehrkampf Männer
- Henry Lynch-Staunton – Schießen (0-0-1)
London 1908: Bronze, Schnellfeuerpistole Team Männer
- Neville Bulwer-Lytton – Jeu de Paume (0-0-1)
London 1908: Bronze, Männer

### M
- Archie MacDonald – Ringen (0-0-1)
Paris 1924: Bronze, |Freistil Schwergewicht Männer
- Bertram Macdonald – Leichtathletik (0-1-0)
Paris 1924: Silber, 3000 m Team Männer
- Fiona MacDonald – Curling (1-0-0)
Salt Lake City 2002: Gold, Frauen
- Linsey Macdonald – Leichtathletik (0-0-1)
Moskau 1980: Bronze, 4 × 400 m Frauen
- Iain MacDonald-Smith – Segeln (1-0-0)
Mexiko-Stadt 1968: Gold, Flying Dutchman Männer
- Henry Macintosh – Leichtathletik (1-0-0)
Stockholm 1912: Gold, 4 × 100 m Männer
- Charles R. MacIver – Segeln (0-1-0)
London 1908: Silber, 12-Meter-Klasse Männer
- Charles MacIver – Segeln (0-1-0)
London 1908: Silber, 12-Meter-Klasse Männer
- John Mackenzie – Segeln (1-0-0)
London 1908: Gold, 12-Meter-Klasse Männer
- Duncan Mackinnon – Rudern (1-0-0)
London 1908: Gold, Vierer ohne Steuermann
- William MacKune – Turnen (0-0-1)
Stockholm 1912: Bronze, Teammehrkampf Männer
- Cyril Mackworth-Praed – Schießen (1-2-0)
Paris 1924: Gold, Laufender Hirsch Team Männer
Paris 1924: Silber, Laufender Hirsch Einzelschuss Männer
Paris 1924: Silber, Laufender Hirsch Doppelschuss Männer
- Gilchrist Maclagan – Rudern (1-0-0)
London 1908: Gold, Achter Männer
- Craig MacLean – Radsport (0-1-0)
Sydney 2000: Silber, Olympischer Sprint Männer
- Hannah Macleod – Hockey (1-0-0)
Rio de Janeiro 2016: Gold, Frauen
- Charles MacLeod-Robertson – Segeln (0-1-0)
London 1908: Silber, 12-Meter-Klasse Männer
- James MacNabb – Rudern (1-0-0)
Paris 1924: Gold, Vierer ohne Steuermann
- William Maddison – Segeln (1-0-0)
Antwerpen 1920: Gold, 7-Meter-Klasse Mixed
- Ben Maher – Reiten (3-0-0)
London 2012: Gold, Springreiten Team
Tokio 2020: Gold, Springreiten Einzel
Paris 2024: Gold, Springreiten Team
- Chris Mahoney – Rudern (0-1-0)
Moskau 1980: Silber, Achter Männer
- Dominic Mahony – Moderner Fünfkampf (0-0-1)
Seoul 1988: Bronze, Team Männer
- Harold Mahony – Tennis (0-1-1)
Paris 1900: Silber, Einzel Männer
Paris 1900: Bronze, Doppel Männer
- Harry Mallin – Boxen (2-0-0)
Antwerpen 1920: Gold, Mittelgewicht Männer
Paris 1924: Gold, Mittelgewicht Männer
- Dorothy Manley – Leichtathletik (0-1-0)
London 1948: Silber, 100 m Frauen
- Graham Mann – Segeln (0-0-1)
Melbourne 1956: Bronze, Drachen Männer
- Paul Manning – Radsport (1-1-1)
Sydney 2000: Bronze, 4000 m Teamverfolgung Männer
Athen 2004: Silber, 4000 m Teamverfolgung Männer
Peking 2008: Gold, 4000 m Teamverfolgung Männer
- Arthur Mapp – Judo (0-0-1)
Moskau 1980: Bronze, Offene Klasse Männer
- Katy Marchant – Radsport (1-0-1)
Rio de Janeiro 2016: Bronze, Sprint Frauen
Paris 2024: Gold, Teamsprint Frauen
- Charles Marcom – Hockey (1-0-0)
Antwerpen 1920: Gold, Männer
- Gareth Marriott – Kanuslalom  (0-1-0)
Barcelona 1992: Silber, Einer-Canadier Männer
- William Marsden – Schießen (0-0-1)
London 1908: Bronze, Kleinkaliber (bewegliches Ziel)Männer
- Charlie Marshall – Rugby (0-1-0)
London 1908: Silber, Männer
- Paul Marshall – Schwimmen (0-0-1)
Moskau 1980: Bronze, 4 × 100 m Lagen Männer
- Albert Martin – Segeln (1-0-0)
London 1908: Gold, 12-Meter-Klasse Männer
- Hannah Martin – Hockey (0-0-1)
Tokio 2020: Bronze, Frauen
- John Martin – Schießen (0-1-0)
London 1908: Silber, Armeegewehr Team Männer
- Leonard Martin – Segeln (1-0-0)
Berlin 1936: Gold, 6-Meter-Klasse Männer
- Louis Martin – Gewichtheben (0-1-1)
Rom 1960: Bronze, Mittelschwergewicht Männer
Tokio 1964: Silber, Mittelschwergewicht Männer
- Reginald Martin – Lacrosse (0-1-0)
London 1908: Silber, Männer
- Rhona Martin – Curling (1-0-0)
Salt Lake City 2002: Gold, Frauen
- Stephen Martin – Hockey (1-0-1)
Los Angeles 1984: Bronze, Männer
Seoul 1988: Gold, Männer
- Sydney Martineau – Fechten (0-1-0)
Stockholm 1912: Silber, Degen Team Männer
- Gerald Mason – Lacrosse (0-1-0)
London 1908: Silber, Männer
- Germaine Mason – Leichtathletik (0-1-0)
Peking 2008: Silber, Hochsprung Männer
- Paul Massey – Rudern (0-1-0)
London 1948: Silber, Achter Männer
- Hugh Matheson – Rudern (0-1-0)
Montréal 1976: Silber, Achter Männer
- Maurice Matthews – Schießen (1-1-0)
London 1908: Gold, Kleinkaliber Team Männer
London 1908: Silber, Kleinkaliber (bewegliches Ziel)Männer
- Bob Maitland – Radsport (0-1-0)
London 1948: Silber,  Mannschaftswertung Straße Männer
- Ken Matthews – Leichtathletik (1-0-0)
Tokio 1964: Gold, 20 km Gehen Männer
- Algernon Maudslay – Segeln (2-0-0)
Paris 1900: Gemeinsame Wettfahrt Männer
Paris 1900: bis 1 Tonne, 1. Wettfahrt Männer
- Alexander Maunder – Schießen (1-1-1)
London 1908: Gold, Tontauben Team Männer
London 1908: Bronze, Trap Männer
Stockholm 1912: Silber, Trap Team Männer
- David Maxwell – Rudern (0-1-0)
Montréal 1976: Silber, Achter Männer
- John McBryan – Hockey (1-0-0)
Antwerpen 1920: Gold, Männer
- Shona McCallin – Hockey (1-0-1)
Rio de Janeiro 2016: Gold, Frauen
Tokio 2020: Bronze, Frauen
- John McCann – Polo (0-1-0)
London 1908: Silber, Männer
- Alan McClatchey – Schwimmen (0-0-1)
Montréal 1976: Bronze, 4 × 200 m Freistil Männer
- Liz McColgan – Leichtathletik (0-1-0)
Seoul 1988: Silber, 10.000 m Frauen
- William McConnell – Hockey (0-0-1)
Los Angeles 1984: Bronze, Männer
- Ruaridh McConnochie – Rugby (0-1-0)
Rio de Janeiro 2016: Silber, Männer
- John McCormack – Boxen (0-0-1)
Melbourne 1956: Bronze, Halbmittelgewicht Männer
- Pat McCormack – Boxen (0-1-0)
Tokio 2020: Silber, Weltergewicht Männer
- Alastair McCorquodale – Leichtathletik (0-1-0)
London 1948: Silber, 4 × 100 m Männer
- Alexander McCulloch – Rudern (0-1-0)
London 1908: Silber, Einer Männer
- Daniel McDonald Lowey – Tauziehen (0-1-0)
London 1908: Silber, Männer
- Duncan McDougall – Rudern (0-1-0)
Moskau 1980: Silber, Achter Männer
- Frederick McEvoy – Bob (0-0-1)
Garmisch-Partenkirchen 1936: Bronze, Viererbob Männer
- Tom McEwen – Reiten (2-1-0)
Tokio 2020: Gold, Vielseitigkeit Team
Tokio 2020: Silber, Vielseitigkeit Einzel
Paris 2024: Gold, Vielseitigkeit Team
- Mike McFarlane – Leichtathletik (0-1-0)
Seoul 1988: Silber, 4 × 100 m Männer
- Malcolm McGowan – Rudern (0-1-0)
Moskau 1980: Silber, Achter Männer
- George McGrath – Hockey (1-0-0)
Antwerpen 1920: Gold, Männer
- Robert McGregor – Schwimmen (0-1-0)
Tokio 1964: Silber, 100 m Freistil Männer
- Yvonne McGregor – Radsport (0-0-1)
Sydney 2000: Bronze, 3000 m Einzelverfolgung Frauen
- Eilidh McIntyre – Segeln (1-0-0)
Tokio 2020: Gold, 470er Frauen
- Michael McIntyre – Segeln (1-0-0)
Seoul 1988: Gold, Star Männer
- Kathleen McKane – Tennis (1-2-2)
Antwerpen 1920: Gold, Doppel Frauen
Antwerpen 1920: Silber, Mixed
Antwerpen 1920: Bronze, Einzel Frauen
Paris 1924: Silber, Doppel Frauen
Paris 1924: Bronze, Einzel Frauen
- Ed McKeever Kanu (1-0-0)
London 2012: Gold, Einer-Kajak 200 m Männer
- Rowan McKellar – Rudern (0-0-1)
Paris 2024: Bronze, Achter Frauen
- Grace McKenzie – Schwimmen (0-2-0)
Antwerpen 1920: Silber, 4 × 100 m Freistil Frauen
Paris 1924: Silber, 4 × 100 m Freistil Frauen
- James McKenzie – Boxen (0-1-1)
Antwerpen 1920: Bronze, Bantamgewicht Männer
Paris 1924: Silber, Fliegengewicht Männer
- William McKie – Ringen (0-0-1)
London 1908: Bronze, Freistil Federgewicht Männer
- Ronald McLean – Turnen (0-0-1)
Stockholm 1912: Bronze, Teammehrkampf Männer
- John McLeod – Curling (1-0-0)
Chamonix 1924: Gold, Männer
- Mike McLeod – Leichtathletik (0-1-0)
Los Angeles 1984: Silber, 10.000 m Männer
- Thomas McMeekin – Segeln (1-0-0)
London 1908: Gold, 6-Meter-Klasse Männer
- Hammy McMillan – Curling (0-1-0)
Peking 2022: Silber, Silber
- McMillan – Schwimmen (1-0-0)
Paris 2024: Gold, 4 × 200 m Freistil Männer
- Winifred McNair – Tennis (1-0-0)
Antwerpen 1920: Gold, Doppel Frauen
- Ian McNuff – Rudern (0-0-1)
Moskau 1980: Bronze, Vierer ohne Steuermann
- Richard McTaggart – Boxen (1-0-1)
Melbourne 1956: Gold, Leichtgewicht Männer
Rom 1960: Bronze, Leichtgewicht Männer
- Jackie McWilliams – Hockey (0-0-1)
Barcelona 1992: Bronze, Frauen
- Richard Meade – Reiten (3-0-0)
Mexiko-Stadt 1968: Gold, Vielseitigkeit Team
München 1972: Gold, Vielseitigkeit Team
München 1972: Gold, Vielseitigkeit Einzel
- Christopher Mears – Wasserspringen (1-0-0)
Rio de Janeiro 2016: Gold, 3 m Synchronspringen Männer
- Alfred Mellows – Rudern (0-1-0)
London 1948: Silber, Achter Männer
- Tim Melvill – Polo (1-0-0)
Antwerpen 1920: Gold, Männer
- David Mercer – Gewichtheben (0-0-1)
Los Angeles 1984: Bronze, Mittelschwergewicht Männer
- Leon Meredith – Radsport (1-1-0)
London 1908: Gold, 4000 m Teamverfolgung Männer
Stockholm 1912: Silber, Teamzeitfahren Männer
- John Merricks – Segeln (0-1-0)
Atlanta 1996: Silber, 470er Männer
- Frederick Merriman – Tauziehen (1-0-0)
London 1908: Gold, Männer
- Katharine Merry – Leichtathletik (0-0-1)
Sydney 2000: Bronze, 400 m Frauen
- Alfred Messenger – Turnen (0-0-1)
Stockholm 1912: Bronze, Teammehrkampf Männer
- Adrian Metcalfe – Leichtathletik (0-1-0)
Tokio 1964: Silber, 4 × 400 m Männer
- David Meyrick – Rudern (0-1-0)
London 1948: Silber, Achter Männer
- Scarlett Mew Jensen – Wasserspringen (0-0-1)
Paris 2024: Bronze, 3 m Synchronspringen Frauen
- John Middleton – Radsport (0-1-0)
Amsterdam 1928: Silber, Mannschaftswertung Straße Männer
- Roger Midgley – Hockey (0-0-1)
Helsinki 1952: Bronze, Männer
- Eustace Miles – Jeu de Paume (0-1-0)
London 1908: Silber, Männer
- Charles Miller – Polo (1-0-0)
London 1908: Gold, Männer
- George Miller – Polo (1-0-0)
London 1908: Gold, Männer
- Tammy Miller – Hockey (0-0-1)
Barcelona 1992: Bronze, Frauen
- Joshua Millner – Schießen (1-0-0)
London 1908: Gold, Militärgewehr 1000 m Männer
- Stephen Milne – Schwimmen (0-1-0)
Rio de Janeiro 2016: Silber, 4 × 200 m Freistil Männer
- William Milne – Schießen (0-2-0)
Stockholm 1912: Silber, Kleinkaliber liegend Männer
Stockholm 1912: Silber, 25 m Kleinkaliber Team Männer
- Edwin Mills – Tauziehen (2-1-0)
London 1908: Gold, Männer
Stockholm 1912: Silber, Männer
Paris 1920: Gold, Männer
- Ernest Mills – Radsport (0-0-1)
Berlin 1936: Bronze, 4000 m Teamverfolgung Männer
- Hannah Mills – Segeln (2-1-0)
London 2012: Silber, 470er Frauen
Rio de Janeiro 2016: Gold, 470er Frauen
Tokio 2020: Gold, 470er Frauen
- Alan Minter – Boxen (0-0-1)
München 1972: Bronze, Halbmittelgewicht Männer
- Harry Mitchell – Boxen (1-0-0)
Paris 1924: Silber, Halbschwergewicht Männer
- Tom Mitchell – Rugby (0-1-0)
Rio de Janeiro 2016: Silber, Männer
- Nethaneel Mitchell-Blake – Leichtathletik (0-1-1)
Tokio 2020: Silber, 4 × 100 m Männer
Paris 2024: Bronze, 4 × 100 m Männer
- Robert Montgomerie – Fechten (0-2-0)
London 1908: Silber, Degen Team Männer
Stockholm 1912: Silber, Degen Team Männer
- Becky Moody – Reiten (0-0-1)
Paris 2024: Bronze, Dressur Team
- Ann Moore – Reiten (0-1-0)
München 1972: Silber, Springreiten Einzel
- Frank Moore – Schießen (1-0-0)
London 1908: Gold, Tontauben Team Männer
- Isabella Moore – Schwimmen (1-0-0)
Stockholm 1912: Gold, 4 × 100 m Freistil Frauen
- William Moore – Leichtathletik (0-0-1)
Stockholm 1912: Bronze, 3000 m Team Männer
- William Moore – Radsport (0-0-1)
München 1972: Bronze, 4000 m Teamverfolgung Männer
- Adrian Moorhouse – Schwimmen (1-0-0)
Seoul 1988: Gold, 100 m Brust Männer
- Midge Moreman – Turnen (0-0-1)
Amsterdam 1928: Bronze, Teammehrkampf Frauen
- Amelie Morgan – Turnen (0-0-1)
Tokio 2020: Bronze, Teammehrkampf Frauen
- Billy Morgan – Snowboard (0-0-1)
Pyeongchang 2018: Bronze, Big Air Männer
- Helen Morgan – Hockey (0-0-1)
Barcelona 1992: Bronze, Frauen
- Tony Morgan – Segeln (0-1-0)
Tokio 1964: Silber, Flying Dutchman Männer
- Anna Morris – Radsport (0-0-1)
Paris 2024: Bronze, Teamverfolgung Frauen
- Charles Morris – Boxen (0-1-0)
London 1908: Silber, Federgewicht Männer
- Stewart Morris – Segeln (1-0-0)
London 1948: Gold, Swallow Männer
- William B. Morris – Schießen (0-0-1)
London 1908: Bronze, Tontauben Team Männer
- Robert Morrison – Rudern (1-0-0)
Paris 1924: Gold, Vierer ohne Steuermann
- Lucy Morton – Schwimmen (1-0-0)
Paris 1924: Gold, 100 m Rücken Frauen
- Margaret Morton – Curling (1-0-0)
Salt Lake City 2002: Gold, Frauen
- Charles Moss – Radsport (0-1-0)
Stockholm 1912: Silber, Teamzeitfahren Männer
- Bruce Mouat – Curling (0-1-0)
Peking 2022: Silber, Männer
- Alison Mowbray – Rudern (0-1-0)
Athen 2004: Silber, Doppelvierer Frauen
- Colin Moynihan – Rudern (0-1-0)
Moskau 1980: Silber, Achter Männer
- Ethel Muckelt – Eiskunstlauf (0-0-1)
Chamonix 1924: Bronze, Frauen
- Lutalo Muhammad – Taekwondo (0-1-1)
London 2012: Bronze, Mittelgewicht Männer
Rio de Janeiro 2016: Bronze, Mittelgewicht Männer
- Laura Muir – Leichtathletik (0-1-0)
Tokio 2020: Silber, 1500 m Frauen
- Eve Muirhead – Curling (1-0-1)
Sotschi 2014: Bronze Frauen
Peking 2022: Gold, Frauen
- Alexander Munro – Tauziehen (0-1-1)
London 1908: Bronze, Männer
Stockholm 1912: Silber, Männer
- David Murdoch – Curling (0-1-0)
Sotschi 2014: Silber, Männer
- Henry Murphy – Hockey (0-1-0)
London 1908: Silber, Männer
- Andy Murray – Tennis (2-1-0)
London 2012: Silber, Mixed-Doppel
London 2012: Gold, Einzel Männer
Rio de Janeiro 2016: Gold, Einzel Männer
- Robert Murray – Schießen (1-0-0)
Stockholm 1912: Gold, 50 m Kleinkaliber Team Männer
- Samantha Murray – Moderner Fünfkampf (0-1-0)
London 2012: Silber, Frauen
- Thomas Blackwood Murray – Curling (1-0-0)
Chamonix 1924: Gold, Männer
- Yvonne Murray – Leichtathletik (0-0-1)
Seoul 1988: Silber, 3000 m Frauen
- Keith Musto – Segeln (0-1-0)
Tokio 1964: Silber, Flying Dutchman Männer